# Field Replaceable Unit

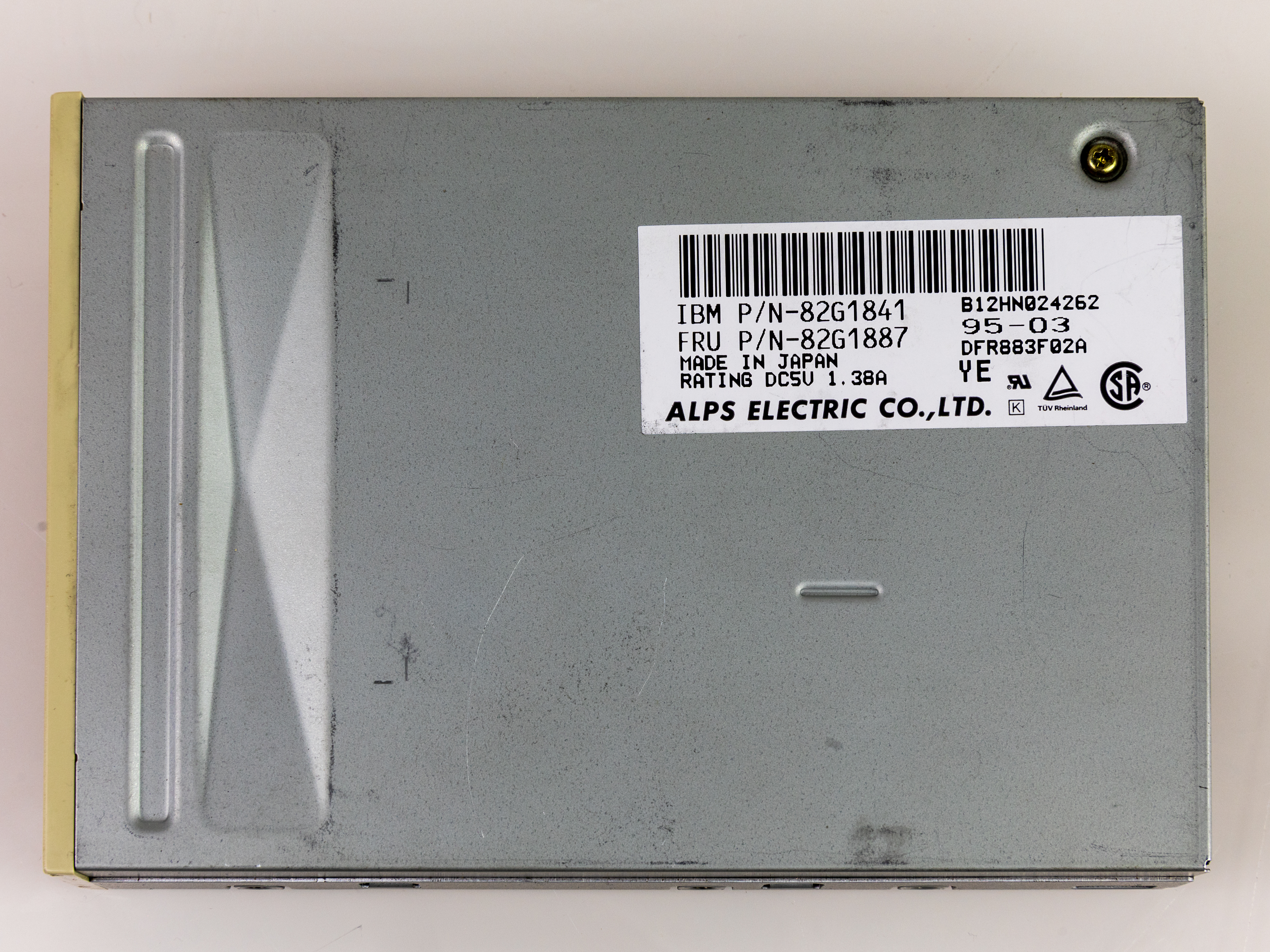
3,5"-Diskettenlaufwerk von Alps Electric mit FRU-Nummer

Die Field Replaceable Unit (FRU) ist eine Baugruppe, die am Einsatzort „im Feld“, also ohne das Gerät in eine Werkstatt oder zum Hersteller zu verbringen, ersetzt werden kann. Ein Beispiel sind die Komponenten, aus denen ein PC aufgebaut ist (Grafikkarte, Festplatte usw.). Ist die Baugruppe Hot-Swap-fähig, kann der Austausch auch im laufenden Betrieb passieren.
Als FRU wird u. a. bei IBM auch die Teilenummer der austauschbaren Komponenten (z. B. von einem Notebook) sowie älterer Festplatten bezeichnet. Bei den neueren Festplatten lautet die Bezeichnung Partnumber (P/N).
Bei Baugruppen mit IPMI-Unterstützung ist ein standardisierter Datensatz gespeichert, der Informationen über die Baugruppe enthält und vom Baseboard Management Controller ausgelesen werden kann. In diesem Datensatz sind allgemeine Informationen wie Hersteller und Typbezeichnung gespeichert, dazu kommen speziellere Informationen, zum Beispiel über enthaltene Sensoren oder den Strombedarf. In ATCA-/MicroTCA-Systemen werden MCH, AMCs, Cooling Unit und Power Modules unter der Bezeichnung FRU zusammengefasst.